# Aurila dayii
Aurila dayii is een mosselkreeftjessoort uit de familie van de Hemicytheridae. De wetenschappelijke naam van de soort is voor het eerst geldig gepubliceerd in 1964 door Benson & Maddocks.